# 드렌츠 박물관
드렌츠 박물관(Drents Museum)은 네덜란드 드렌터주 아선에 있는 박물관이자 미술관이다. 1854년 개관했다.